# Pello (Finsko)
Pello je obec ve finské provincii Laponsko. Populace obce čítá 4 586 lidí (2003). Obec je finskojazyčná. Rozloha obce je 1 865 km² (z toho 122,87 km² vodních ploch). Hustota zalidnění je 2,6 obyvatel na km².